# سیارک ۳۳۸۱
سیارک ۳۳۸۱ (به انگلیسی: 3381 Mikkola، نامگذاری:1941UG) سه هزار و سیصد و هشتاد و یکمین سیارک کشف شده‌است که در ۱۵ اکتبر ۱۹۴۱ کشف شد.
قدر مطلق سیارک برابر ۱۳٫۲۰ است.